# Kanton Brive-la-Gaillarde-1
Der Kanton Brive-la-Gaillarde-1 ist seit 2015 ein französischer Wahlkreis im Arrondissement Brive-la-Gaillarde, im Département Corrèze und in der Region Nouvelle-Aquitaine. Er umfasst den nordwestlichen Teil der Stadt Brive-la-Gaillarde.

## Politik
| Vertreter im Departementrat | Vertreter im Departementrat  | Vertreter im Departementrat |
| Amtszeit                    | Namen                        | Partei                      |
| --------------------------- | ---------------------------- | --------------------------- |
| 2015–                       | Michel Da Cunha Hayat Tamimi | PS                          |